# Episodi di Jane - Stilista per caso
La prima e unica stagione della serie televisiva Jane - Stilista per caso, composta da 18 episodi, è stata trasmessa dal 3 gennaio 2012 al 31 luglio 2012 sul canale statunitense ABC Family.
In Italia la serie viene trasmessa dal 2 ottobre 2012 da Deejay TV. Il 22 gennaio 2013 è stato proposto per errore l'episodio 16 invece del 15. Il 29 gennaio 2013 è stato riproposto nuovamente l'episodio 16, per cui il 15 è risultato inedito fino alla sua trasmissione, avvenuta durante le repliche giornaliere, l'8 marzo 2013.
| nº | Titolo originale    | Titolo italiano           | Prima TV USA     | Prima TV Italia  |
| -- | ------------------- | ------------------------- | ---------------- | ---------------- |
| 1  | Pilot               | Pilota                    | 3 gennaio 2012   | 2 ottobre 2012   |
| 2  | The Runway          | Tra due rivali            | 10 gennaio 2012  | 9 ottobre 2012   |
| 3  | The Birkin          | La sfilata privata        | 17 gennaio 2012  | 16 ottobre 2012  |
| 4  | The Finger Bowl     | Cena con sorpresa         | 24 gennaio 2012  | 23 ottobre 2012  |
| 5  | The Look Book       | Missione a Parigi         | 31 gennaio 2012  | 30 ottobre 2012  |
| 6  | The Image Issue     | Una questione di immagine | 7 febbraio 2012  | 6 novembre 2012  |
| 7  | The Teen Model      | Una modella ribelle       | 14 febbraio 2012 | 13 novembre 2012 |
| 8  | The Wedding Gown    | L'abito da sposa          | 21 febbraio 2012 | 20 novembre 2012 |
| 9  | The Getaway         | Il campeggio              | 28 febbraio 2012 | 27 novembre 2012 |
| 10 | The End of the Line | Spionaggio industriale    | 6 marzo 2012     | 4 dicembre 2012  |
| 11 | The Replacement     | Un nuovo arrivo           | 5 giugno 2012    | 11 dicembre 2012 |
| 12 | The Celebrity       | La celebrità              | 12 giugno 2012   | 18 dicembre 2012 |
| 13 | The Surprise        | Sorpresa!                 | 19 giugno 2012   | 8 gennaio 2013   |
| 14 | The Second Chance   | Il fuggitivo              | 26 giugno 2012   | 15 gennaio 2013  |
| 15 | The Online Date     | Appuntamento al buio      | 10 luglio 2012   | 8 marzo 2013     |
| 16 | The Backup Dress    | Il vestito perfetto       | 17 luglio 2012   | 22 gennaio 2013  |
| 17 | The Sleepover       | Soli in casa              | 24 luglio 2012   | 5 febbraio 2013  |
| 18 | The Bonus Check     | L'assegno premio          | 31 luglio 2012   | 12 febbraio 2013 |

## Pilota
Jane è convinta di fare il colloquio per uno stage presso la casa di moda Donovan Decker ma viene scambiata per un'adulta e assunta. L'unica persona a conoscere il suo segreto è il suo migliore amico Billy.

## Tra due rivali
Jane dovrà fare i conti con la sua doppia vita quando si troverà a presenziare a due eventi importanti contemporaneamente: una sfilata di moda che Gray le ha affidato e il ballo della scuola con il ragazzo per il quale ha uno cotta.

## La sfilata privata
Gray affida a Jane il compito do organizzare una sfilata privata a casa sua ma India la trasforma in un party rock. Billy accorre in aiuto di Jane per rimettere le cose a posto. A scuola Jane è costantemente in competizione con Lulu e non sa che la ragazza e Billy hanno una relazione segreta.

## Cena con sorpresa
Jane scopre la relazione tra Billy e Lulu e rimane delusa dall'amico.

## Missione a Parigi
Gray affida a Jane il compito di portare il lookbook della Donovan Decker a Parigi. Jane chiede allora a Lulu di coprirla con suo fratello Ben per poter partire. Poco prima di partire si accorge però di averlo perso e insieme a Billy cerca di ritrovarlo con scarsi risultati. Sarà India a restituirglielo dopo che un taxista glielo ha consegnato.